# Onthophagus imbellis
Onthophagus imbellis là một loài bọ cánh cứng trong họ Bọ hung (Scarabaeidae).